# Chibchea ika
Chibchea ika là một loài nhện trong họ Pholcidae. Loài này được phát hiện ở Colombia.